# ورم بطاني رحمي
الورم البطاني الرحمي هو وجود أنسجة بطانة الرحم أحيانا في وعلى المبيض وهذا هو الشكل الأكثر شيوعا من بطانة الرحم. وعلى نطاق أوسع فإن التهاب بطانة الرحم هو وجود أنسجة بطانة الرحم خارج الرحم، ووجود بطانة الرحم يمكن أن يؤدي إلى تكون نسيج ندبي والتصاقات وتفاعلات التهابية، ويعتبر نمو حميد غالبًا ما يتواجد في المبيض. كما يمكن أن يتطور في الردب (الفراغ خلف الرحم ) أو سطح الرحم أو بين المهبل والمستقيم. 

## الفيزيولوجيا المرضية

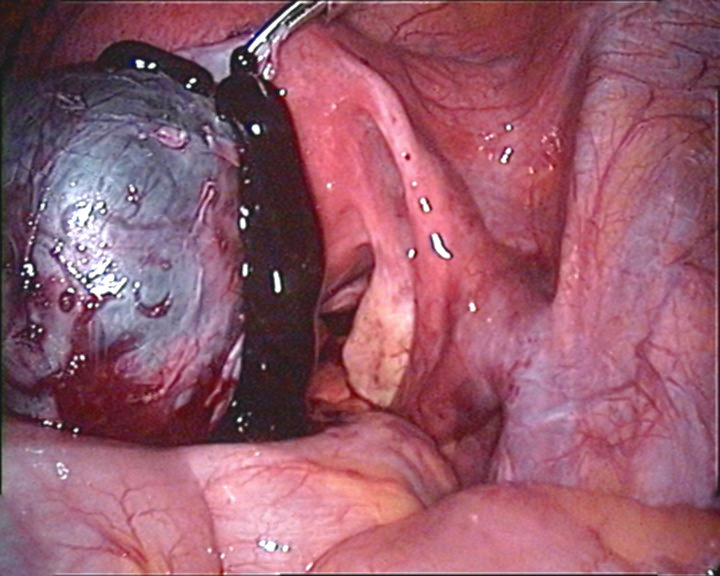
صورة بالمنظار لكيس شوكولاتة تمزق في المبيض الأيسر.

أنسجة بطانة الرحم هي الغشاء المخاطي الذي يبطن الرحم عادة؛ حيث يتم تزويد بطانة الرحم بالدم ويتم تنظيم نموها عن طريق الاستروجين والبروجستيرون،  وتتكون بطانة الرحم من أنسجة غدية وسديلية تبطن الرحم.

## العلاج

### أدوية
كثيرا ما تستخدم العقاقير المضادة للالتهابات غير الستيرويدية (مضادات الالتهاب غير الستيروئيدية) لأول مرة في المرضى الذين يعانون من آلام الحوض خاصة إذا لم يتم تشخيص التهاب بطانة الرحم بشكل نهائي (استئصال وخزعة)، ويعد الهدف من العلاج الطبي الموجه هو تحقيق حالة انقطاع الإباضة، وعادة يتم تحقيق ذلك مبدئيا باستخدام وسائل منع الحمل الهرمونية، ويمكن تحقيق ذلك أيضًا عن طريق عوامل بروجستيرونية المفعول (مثل خلات ميدروكسي بروجستيرون ) أو دانازول أو ناهضات إفراز هرمون الجونادوتروبين (GnRH)، وكذلك عوامل أخرى أقل شهرة، تستخدم هذه العوامل بشكل عام إذا كانت موانع الحمل الفموية ومضادات الالتهاب غير الستيروئيدية غير فعالة، ويمكن الجمع بين GnRH مع هرمون الاستروجين والبروحستيرون (علاج الإضافة) دون فقدان الفعالية ولكن مع أعراض نقص الاستروجين، غالبًا ما تكون هذه الأدوية غير فعالة في علاج الورم البطاني الرحمي وأي فترة راحة تدوم لفترة قصيرة أثناء تناول الأدوية، ويعد العلاج بهذه العوامل له عدد كبير من الآثار الجانبية الدائمة في بعض الأحيان مثل الفوران الحراري الجلدي وفقدان كتلة العظام وتعميق الصوت وزيادة الوزن ونمو شعر الوجه.

### العمليات الجراحية
تشمل المناهج الجراحية بالمنظار البطني استئصال الالتصاقات المبيضية وأورام بطانة الرحم، وكثيرا ما تتطلب بطانة الرحم إزالة جراحية ويعتبر الاستئصال متفوقا من حيث الإزالة الدائمة للمرض وتخفيف الآلام، وقد يكون للجراحة في بعض الأحيان تأثير على تحسين الخصوبة ولكن يمكن أن يكون لها تأثير سلبي يؤدي إلى زيادة في إفراز FSB في اليوم الثاني والثالث من الدورة لكثير من المرضى.
تعتبر الجراحة بالليزر والكي أقل فعالية بكثير ولا تحرقان إلا الطبقة العليا من نسيج بطانة الرحم مما يسمح لنمو ورم والتهابات بطانة الرحم بالعودة بسرعة، وبالمثل فإن تصريف ورم بطانة الرحم أو المعالجة بالتصليب هي تقنية مثيرة للجدل إلى حد ما لإزالة أورام بطانة الرحم بدرجات متفاوتة من النجاح، ويمكن إجراء جراحة محافظة للحفاظ على الخصوبة لدى المرضى الأصغر سنًا، ولكن كما ذكرنا سابقًا فإنه يمكن أن يكون لها تأثير في رفع قيم FSH وجعل المبايض أقل إنتاجية خاصةً إذا تمت إزالة أنسجة المبيض الوظيفية في العملية الجراحية. [بحاجة لمصدر]